# العلاقات التشيكية الفيتنامية
العلاقات التشيكية الفيتنامية هي العلاقات الثنائية التي تجمع بين التشيك وفيتنام.

## مقارنة بين البلدين
هذه مقارنة عامة ومرجعية للدولتين:
| وجه المقارنة                                              | التشيك                                                                            | فيتنام           |
| --------------------------------------------------------- | --------------------------------------------------------------------------------- | ---------------- |
| المساحة (كم2)                                             | 78.87 ألف                                                                         | 331.69 ألف       |
| عدد السكان (نسمة)                                         | 10.52 مليون                                                                       | 94.66 مليون      |
| الكثافة السكانية (ن./كم²)                                 | 133.38                                                                            | 285.39           |
| العاصمة                                                   | براغ                                                                              | هانوي            |
| اللغة الرسمية                                             | اللغة التشيكية                                                                    | اللغة الفيتنامية |
| العملة                                                    | كرونة تشيكية، كرونة تشيكوسلوفاكية                                                 | دونغ فيتنامي     |
| الناتج المحلي الإجمالي (بليون دولار)                      | 215.73 مليار                                                                      | 234.19 مليار     |
| الناتج المحلي الإجمالي (تعادل القوة الشرائية) بليون دولار | 356.15 مليار                                                                      | 553.42 مليار     |
| الناتج المحلي الإجمالي الاسمي للفرد دولار أمريكي          | 17.55 ألف                                                                         | 2.48 ألف         |
| الناتج المحلي الإجمالي للفرد دولار أمريكي                 | 31.19 ألف                                                                         | 5.63 ألف         |
| مؤشر التنمية البشرية                                      | 0.878                                                                             | 0.666            |
| رمز المكالمات الدولي                                      | +420                                                                              | +84              |
| رمز الإنترنت                                              | .cz                                                                               | .vn              |
| المنطقة الزمنية                                           | ت ع م+01:00، ت ع م+02:00، توقيت وسط أوروبا، توقيت وسط أوروبا الصيفي، أوروبا/براغ ‏ | ت ع م+07:00      |

## منظمات دولية مشتركة
يشترك البلدان في عضوية مجموعة من المنظمات الدولية، منها:
| علم المنظمة | اسم المنظمة                        | تاريخ انضمام التشيك | تاريخ انضمام فيتنام |
| ----------- | ---------------------------------- | ------------------- | ------------------- |
|             | مؤسسة التنمية الدولية              | 1993                | 24 سبتمبر 1960      |
|             | يونسكو                             | 22 فبراير 1993      | 6 يوليو 1951        |
|             | مؤسسة التمويل الدولية              | 1993                | 4 أغسطس 1967        |
|             | منظمة حظر الأسلحة الكيميائية       | ?                   | ?                   |
|             | الأمم المتحدة                      | 19 يناير 1993       | 20 سبتمبر 1977      |
|             | الاتحاد الدولي للاتصالات           | 1993                | 24 سبتمبر 1951      |
|             | منظمة الشرطة الجنائية الدولية      | ?                   | ?                   |
|             | البنك الدولي للإنشاء والتعمير      | 1993                | 21 سبتمبر 1956      |
|             | الاتحاد البريدي العالمي            | ?                   | ?                   |
|             | وكالة ضمان الاستثمار متعدد الأطراف | 1993                | 5 أكتوبر 1994       |
|             | منظمة التجارة العالمية             | ?                   | 11 يناير 2007       |
|             | الفريق المعني برصد الأرض           | ?                   | ?                   |

## وصلات خارجية
- موقع وزارة الخارجية التشيكية
- موقع وزارة الخارجية الفيتنامية